# Adlergang

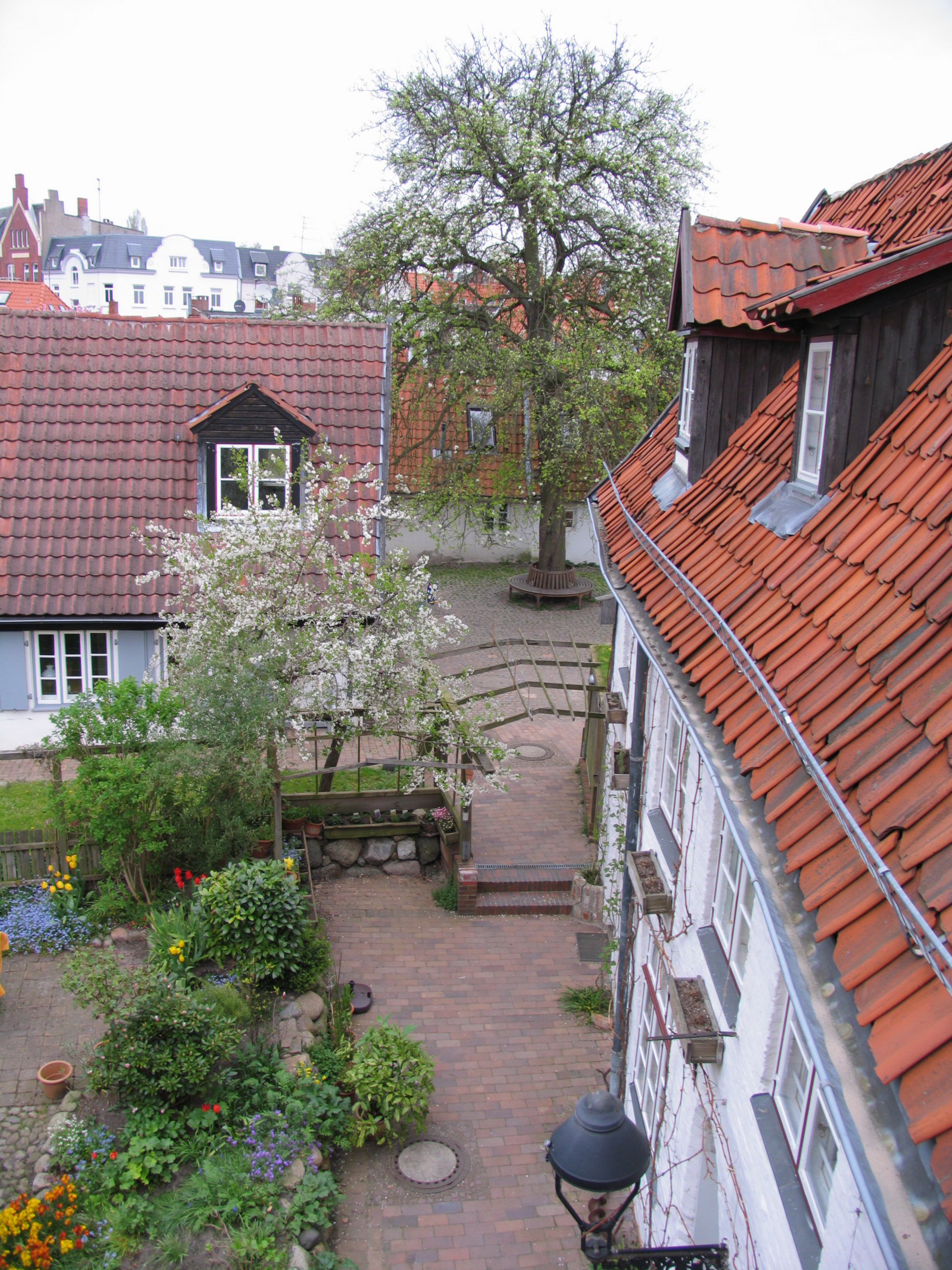
Blick vom Dach des Vorderhauses auf den Adlergang und die Freifläche

Der Adlergang ist ein seit 1441 nachweisbarer Wohngang der Lübecker Altstadt hinter dem Haus Nr. 43 in der Großen Gröpelgrube und trägt selbst die Hausnummer 45. Im Gang befanden sich bis Ende des 18. Jahrhunderts acht Ganghäuser, sogenannte Buden, davon waren in den 1970er Jahren noch vier in heruntergekommenem Zustand erhalten (Hausnummern 4 bis 7) und wurden 1980/83 saniert.

## Geschichte
1441 kaufte Conrad Krempe das Grundstück samt Vorderhaus, welches zu dieser Zeit bereits als Wirtshaus genutzt wurde. Eine erste Gangbebauung, die damaligen Gangbuden, wahrscheinlich Holzbauten auf Feldsteinfundamenten, in der Gebäudetiefe einen Meter geringer, war bereits vorhanden, die drei Buden wie heute auch unter einem gemeinsamen Dach. Krempe musste kurz darauf aufgrund einer Lepraerkrankung die Altstadt verlassen und wurde vor der Stadt in einem Pockenhaus untergebracht.
Um 1582 trug der Gang den Namen Marieken Gang. 1604 erbten Witwe Post und ihre Kinder den Gang, auf welchem inzwischen sechs Buden standen. 1611 gehörte der Gang einem Hans Möller und wurde Möllers Gang genannt. 1627 wurde er an Hans Stange verkauft, 1640 an Asmus Klahn und 1693 an die Kinder des Heinrich Kerkring (Urenkel des Ratsherrn und Bürgermeisters Heinrich Kerkring). Danach erweiterte sich der Budenbestand auf acht Häuser, Art und Aussehen der vier Häuser der Westseite sind nicht überliefert. Die ursprüngliche und noch erhaltene Bebauung der Ostseite scheint aus dem frühen 17. Jh. zu stammen. Zu Beginn des 19. Jh. nahm die Budenzahl wieder ab. 1811 gehörte der Gang mit sieben Häusern Hans Heinrich Lütkens. Seit 1864 stehen nur noch die vier Häuser der Ostseite. 1868 wurde das Vorderhaus verkauft, dabei verschwand die darin befindliche Wirtschaft Der Adler, welche im Volksmund Adlerkrug genannt wurde und dem Gang seinen Namen gab.
Ende des 19. Jahrhunderts wurde Haus Nr. 7 mit einem zweiten Obergeschoss aufgestockt. Es wurde bei der Sanierung durch die Architekten Günter zur Nieden und Monika Remann wieder zurückgebaut. Als Raumausgleich erhielten die Gebäude Giebel- und Schleppgauben.
Den Abschluss des Ganges bildete bis zur Raumordnung in den 1970er Jahren die Rückseite der Gangbuden des Vereinigungsganges. Während der Raumordnung wichen einige Buden von Adlergang, Vereinigungsgang, Nagels Gang und Gemeinschaftsgang einer Freifläche, welche von den Anwohnern „Birnbaumhof“ genannt wird und alle Gänge, außer Gemeinschaftsgang, verbindet. Im Sommer 2020 starb der namensgebende Birnbaum ab und wurde am 17. Februar 2021 gefällt. Mit Hilfe einer Spendenaktion der Anwohner wurde am 21. April 2021 von der Stadt Lübeck eine junge Winterbirne nahe dem alten Standort gepflanzt.

## Architektur
Die vier Ganghäuser sind keine typischen Lübecker Buden, sondern massive Steinbauten mit einem Obergeschoss. Die Häuser haben paarweise zusammenstehende rundbogige, abgefaste Portale. Diese aufwendige Architektur wirft die Frage nach einem Stiftshof auf, kann aber auch ein Zeichen des Verantwortungsgefühls der reichen Kaufmannschaft für menschenwürdige Unterkünfte für ärmere Bürger sein. Bei dem jetzt zweigeschossigen hinteren Anbau des Hauses Große Gröpelgrube 43 könnte es sich um die ehemalige Bude Adlergang 1 handeln.

## Sanierung 1980–83
Die 1980 teilweise ruinösen Ganghäuser Nr. 4–7 boten in ihrer handlichen Größe mit ihrer raumsparenden, historisch gegebenen Hausorganisation, die Möglichkeit, bei einem geringen Finanzbudget mit hohem Selbsthilfeanteil, eine nachhaltige Grundinstandsetzung umzusetzen.
Die vier zusammengefassten Ganghäuser zeigen ein frühes Beispiel einer ökologischen Althaussanierung, die möglichst weitgehende Wiederverwendung von Altstoffen, die Verwendung von Naturmaterialien sowie dem Einsatz traditioneller Holzheizung und ergänzender Brennwerttechnik, unter Wahrung und bewusster Nutzung der historischen Baustruktur und der vorgefundenen Baustoffe.
Die Materialien wurden, soweit sie nicht die örtlich Bausubstanz waren, aus Teilabbrüchen von Häusern der direkten Umgebung geborgen und wieder aufbereitet.

### Historische Bauteile und Baustoffe
Deckenbalken und Deckenbretter aus dem damaligen Havemannschen Altholzlager der Altbausanierer Gemeinschaft. Dachziegel von Arbeiterhäusern in Niendorf b. Lübeck, Abbruch-Dachsparren von einem Haus in der Rosenstraße, Fensterstürze und Bänke aus einem Haus in der Straße An der Wakenitzmauer, Red Pine – Dielung aus Teilabbruch von Häusern An der Untertrave, Wiederverwendung von alten Türen, Innenfenstern und Beschlägen, Sammlung aus Containern, Wiederaufbereitung aus dem Haus selber von Strohlehm und Stakung, Lehmhäkselputz als Unterputz und Lehmfeinputz für Decken und Wände.

### Naturbaustoffe
Neu hergestellter speicherintensiver Stampflehm aus der Ziegelei Hansa Kronsforde für die zu verstärkende Haustrennwand, Hourdis-Tonhohlplatten zur Boden und Wanddämmung, ein in Lehmmörtel gesetzter, verputzter, gemauerter Grundofen, Unterdach aus Kraftpapier auf Rauspund, Zwischensparrendämmung aus Reet vom Ratzeburger See, aufbereitet mit Kalk als Brandschutz, klassische Holz-Kastendoppelfenster, wärmeisoliert, in ursprünglicher Mauerausschnittsgröße, Kalkkaseinfarbe als Fassadenschutz, Schiffspech für Holzaußenbauteile.